# Monte Barone
Il monte Barone è una montagna delle Alpi situata nelle Alpi Biellesi che raggiunge un'altezza di 2044 m. Il monte Barone domina la valle Sessera e la valle dello Strona di Postua. Ai suoi piedi si trovano i paesi di Coggiola, Crevacuore, Pray, Postua, Guardabosone. La cima si trova al confine tra il comune di Coggiola e un'isola amministrativa montana di Caprile.

## Toponimo
Il toponimo in piemontese significa mucchio, cumulo; questo termine entra nella denominazione anche di altre montagne quali, ad esempio, il monte Baron (val Casternone) o la colma di Mombarone (valle dell'Elvo).

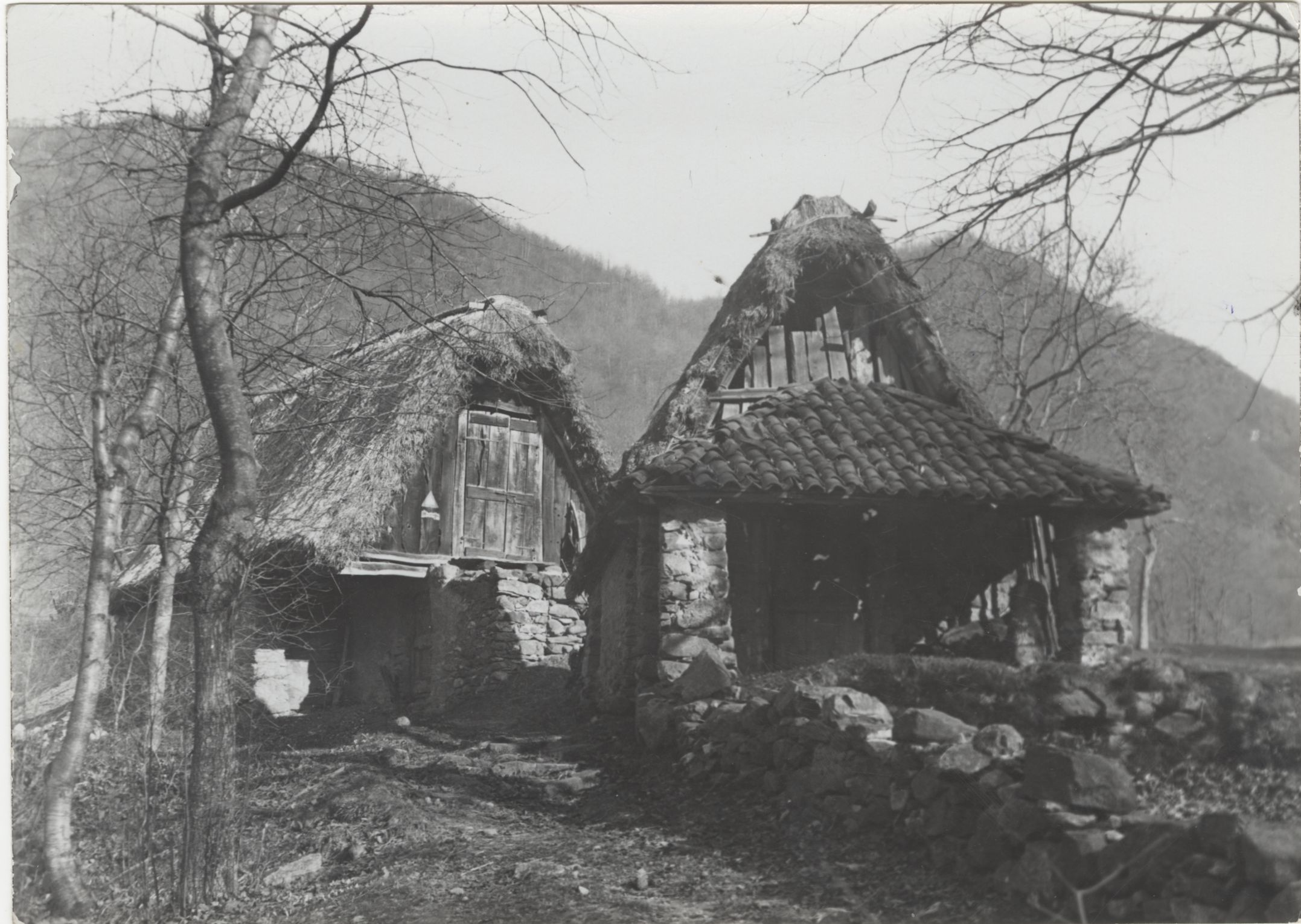
Tipiche baite sulle pendici del Monte Barone, 1954 (Archivio storico del Touring Club Italiano)

## Salita alla vetta
La via normale prevede un tempo di percorrenza di circa due ore e trenta.
Partendo dall'abitato di Coggiola si sale in macchina sino alla località Piane e si prosegue fino alla chiesetta dove si può parcheggiare. Lasciata la macchina, si ritorna indietro lungo la strada fino ad incontrare le indicazioni del sentiero G1 che inizia a salire, attraversa un piccolo alpeggio e prosegue nel vallone formato dal Rio Cavallero. Varcato su un ponticello il torrente, diventa più ripido, pur rimanendo largo e comodo. Dopo una ventina di minuti entra in un bosco di pini ed incontra la casa della Guardia Forestale. A questo punto il sentiero che conduce sulla cima è marcato G8 e prosegue sempre attraverso il bosco fino a scollinare sulla sommità della costa, da cui si può ammirare un bel panorama. Continua quindi lungo il costone rivolto a Nord-Ovest dove si trova il passaggio più difficile detto "Le Scarpie" (corda fissa) e, superatolo, raggiunge pianeggiando l'Alpe Ponasca e il rifugio del CAI "Monte Barone" (aperto nella stagione estiva). Dal rifugio, attraverso un prato, perviene alla cresta e quindi alla cima.

### Punti di appoggio
- Rifugio Monte Barone (1585 m).

## Panorama

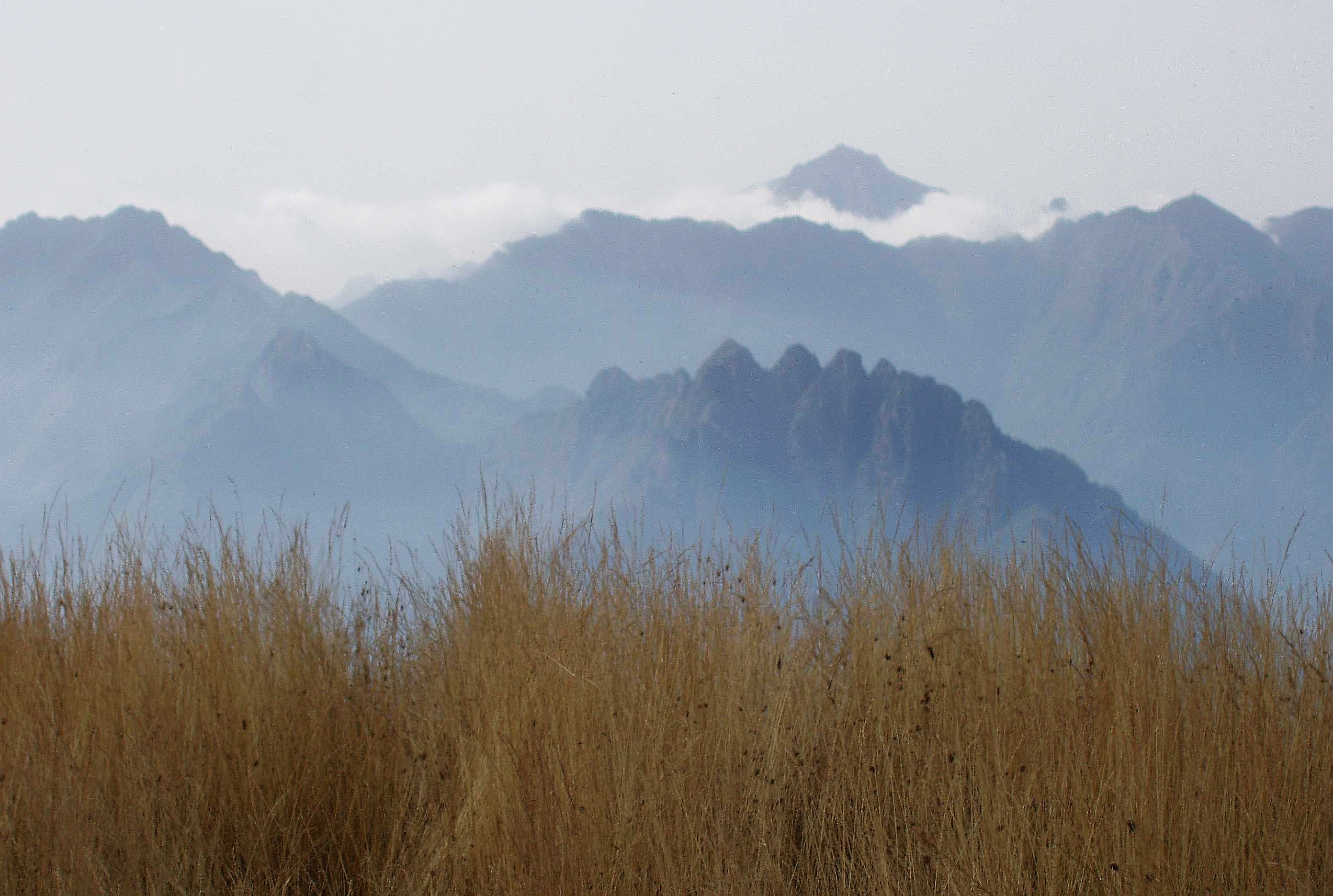
Il monte visto dalla Valsesia (in primo piano i Denti di Gavala)

Grazie alla posizione avanzata verso la pianura Padana rispetto al resto della catena alpina, il monte Barone gode di un panorama molto vasto. Partendo da Nord si ammirano: il Monte Rosa, i monti della val d'Ossola, il monte Leone, il lago Maggiore e il lago d'Orta, la pianura vercellese, le città di Novara, Vercelli, Milano e Torino, il Monviso e infine i monti di confine tra Biellese e Valle d'Aosta.

## Eventi
Ogni anno nell'ultima domenica di agosto la sezione Valsessera del CAI fa celebrare una messa sulla cima del monte, con pranzo a seguire presso il rifugio CAI "Monte Barone".